# Kuka (Cypr)
Kuka (gr. Κουκά) – wieś w Republice Cypryjskiej, w dystrykcie Limassol. W 2011 roku liczyła 27 mieszkańców.